# 新宿クリスマスツリー爆弾事件
新宿クリスマスツリー爆弾事件（しんじゅくクリスマスツリーばくだんじけん）とは、1971年（昭和46年）12月24日に東京都新宿区で発生したテロ事件。

## 概要
1971年（昭和46年）12月24日午後7時10分頃、東京都新宿区新宿三丁目の警視庁四谷警察署追分派出所に、近くの商店主から「不審な紙袋が交番の裏に置いてある」と訴えがあった。直ちに同派出所の警察官が確認したところ、紙袋の中には高さ50cmほどのクリスマスツリーが入っており、その下にリード線が見えたことから「爆弾ではないか」と感じ、通報しようとした矢先爆発した。この爆発で警察官は左足切断、左手四指切断、右目失明の重傷、通行人6人が重軽傷を負った。
1971年（昭和46年）6月17日、明治公園で中核派が起こした「明治公園爆弾事件」以来、民間人にまで爆弾被害が及び、警視庁は事実上の「非常事態」を宣言するに至った。
6日前に土田邸ピース缶爆弾事件があった直後の事件であり、新左翼の爆弾テロで公衆に対する無差別テロまで広がっていった初めての事件として注目された。
その後、目撃証言から逮捕された少年の自供と家宅捜索によって黒ヘルグループのリーダー・鎌田俊彦を中心とする大学生や舞台俳優らによるグループによる犯行と判明。鎌田は逃走の後、1980年（昭和55年）3月に逮捕された。
裁判では、鎌田に無期懲役、その他の共犯者に懲役10年から懲役20年の判決が言い渡された。